# Antonin Doussot
Antonin Doussot (16 maggio 1830 – 15 marzo 1904) è stato un religioso francese cappellano degli Zuavi pontifici.

## Biografia
Allievo del collegio di Epernay al liceo Carlo Magno e della scuola Normale Superiore di Parigi, è tra i discepoli di padre Lacordaire. Entrato nei domenicani prima come terziario poi come professo, viene ordinato sacerdote il 13 luglio 1856.
Nel decennio del 1860-70 è cappellano degli Zuavi pontifici, poi Volontari dell'Ovest. Celebra la messa del giorno della Battaglia di Mentana e dopo la presa di Roma subisce maltrattamenti da parte dei militari italiani. Con i Volontari dell'Ovest, in Francia, è presente alla Battaglia di Loigny. A Patay salva la bandiera dei Volontari dell'Ovest e a Le Mans, invece, viene fatto prigioniero dai prussiani il 10 giugno 1871.
Terminata la guerra franco-prussiana, ritorna al suo convento "Notre Dame de prouille par Fangeaux", Aide.
In seguito a varie persecuzioni religiose viene esiliato. Muore il 15 marzo 1904 in esilio a Vichenet (Belgio). Il comandante dei Volontari dell'Ovest e tenente colonnello degli Zuavi Pontifici, Athanase de Charette, in occasione della morte del Cappellano scrive in un Ordine del Giorno sulla figura di padre Doussot, lodato e definito "una delle glorie più pure" del reggimento.
Decorato della medaglia Fidei et Virtuti, concessa da Pio IX a chiunque avesse partecipato alla campagna del 1867, e della medaglia Benemeriti.